# Teresa de la Parra
Teresa de la Parra   (París, 5 d'octubre de 1889 - Madrid, 23 d'abril de 1936), com era coneguda Ana Teresa de la Parra Sanojo, va ser una escriptora veneçolana. És considerada una de les escriptores més destacades de la seva època. Tot i que la gran part de la seva vida va transcórrer a l'estranger, va saber expressar en la seva obra literària l'ambient íntim i familiar de la Veneçuela d'aquell moment. Segons Rose Anna Mueller, de la Parra "va descriure la seva educació i les seves experiències a Veneçuela en un nou estil lliure del criollisme o estil pintoresc en voga a l'època."
Va entrar al món de les lletres de la mà del periodisme, va escriure dues novel·les que la van immortalitzar a tota Amèrica: Ifigenia i Memorias de Mamá Blanca. La seva novel·la més coneguda, Ifigenia, va plantejar per primera vegada al país el drama de la dona enfront d'una societat que no li permetia tenir veu pròpia i l'única opció de la qual de vida, segons la societat, era el matrimoni legalment constituït. Per això, el títol d'Ifigenia remet al personatge grec Ifigènia i al seu sacrifici.

## Biografia

### Joventut
Teresa de la Parra va néixer el 5 d'octubre de 1889, primera filla de pares veneçolans, Rafael Parra Hernaiz i Isabel Sanojo Ezpelosim de Parra. Tenia cinc germans: dos germans grans, Luis Felipe i Miguel, i tres germanes petites, Isabelita, Elia i María del Pilar. Va néixer a París, perquè llavors els seus pares es troben fortuïtament en aquesta ciutat: el seu pare Rafael era cònsol veneçolà a Berlín. La família va tornar a Veneçuela quan De la Parra ja tenia dos anys.
La seva família formava part de l'aristocràcia veneçolana i al sector dels terratinents. Passa la seva infància a la hisenda de canya "El Tazón", propera a Caracas. Aquesta vida provinciana es trastoca sis anys després, en morir sobtadament el seu pare. És una nena d'onze anys quan la seva família decideix establir-se a Europa. S'instal·len a Mislata (València), i Teresa és internada en el col·legi religiós Sagrat Cor de Godella. Allí comença a expressar la seva inquietud per la poesia. Les obres literàries de Teresa de la Parra són altament influenciades per Romain Rolland, Gustave Flaubert, Stendhal, Guy de Maupassant, i autors contemporanis com Pierre Loti, Maurice Maeterlinck, Alphonse Daudet, Anatole France, i les escriptores franceses Gyp, Marcelle Tinayre, Sidonie-Gabrielle Colette i Anna de Noailles. Amb dinou anys, el poema que va escriure per celebrar el dia de la beatificació de Magdalena Sofia Barat la duu a guanyar el primer premi i es pot trobar en el butlletí del Sagrat Cor.

### Retorn a Caracas
El 1910 els Parra Sanojo estan de tornada a Caracas. Viuen en una casa d'estil colonial, situada entre les cantonades de Torre i Veroes. En les tertúlies que s'organitzen, i en freqüents reunions que es donen en els cafès o botellerías de la Caracas de principis del segle xx, la jove escriptora pren anotacions sobre els modismes de l'espanyol caraqueny, de les seves maneres, de les seves variants.

### Inicis literaris
El 1915, sota el pseudònim de Fru-Fru, De la Parra publica dos contes: Un evangelio indio: Buda y la leprosa i Flor de loto: una leyenda japonesa en el diari El Universal.
Probablement els altres contes d'aquest període no publicades fins a 1982 són El ermitaño del reloj, El genio del pesacartas i La historia de la señorita grano de polvo, bailarina del sol.
Així mateix, el 1920 publica en la revista Actualidades, dirigida per Rómulo Gallegos, el seu Diario de una caraqueña por el Lejano Oriente, que en realitat és una ficció basada en les cartes enviades per la seva germana en nombrosos viatges.
Aquest mateix any, De la Parra publica Mama X en un concurs nacional de contes patrocinat pel diari El luchador i guanya un premi especial. En vista del seu èxit, José Rafael Pocaterra, editor de la revista Lectura Semanal, la convida a publicar Diario de una señorita que se fastidia a la revista i va imprimir sis mil còpies que es van vendre al cap de pocs dies.

### Carrera brillant
El 1923 es trasllada a París. El 1924 publica sota el pseudònim de Teresa de la Parra, la seva primera i més famosa novel·la, Ifigenia, amb la qual participa en un concurs literari a París, afavorit per l'Institut Hispanoamericà de la Cultura Francesa, i obté el primer premi. Més tard, Ifigenia, Francis de Miomandre tradueix l'obra al francès. La seva fama creix fins a convertir-se en una de les escriptores més destacades d'Amèrica Llatina amb Gabriela Mistral, amb la qual manté una estreta amistat. El 1927, és convidada a Cuba per participar i parlar de Simón Bolívar al Congrés de Premsa Llatina; el tema del seu discurs va ser la influència "oculta" de les dones en la Independència i en la vida de Bolívar. És llavors quan es troba amb algú que tindria un paper important en la seva vida durant els seus últims anys, Lydia Cabrera. El 1929 publica la seva segona novel·la, Memorias de Mamá Blanca, que apareix en castellà i en francès.
El 1930, rep una invitació per anar a Colòmbia a donar una sèrie de conferències, publicada sota el títol Tres conferencias inéditas el 1961, sobre el paper de la dona en la cultura espanyola i història des de l'època colonial fins al moment i aclareix que el seu feminisme és moderat, defineix la identitat femenina d'una manera oberta i diu que una escriptura femenina no ha de limitar-se al tema d'amor, i no és en la temàtica on s'identifica.

### Últims anys
Tenint fe de trobar un remei per a la seva malaltia, Teresa de la Parra va passar molts anys en les institucions mèdiques. En la forma d'una carta, va escriure als seus amics per descriure el seu horari diari vivint en sanatoris.
Teresa de la Parra va ser ben reconegut pel seu amor d'una manera fàcil, una vida relaxada i la seva passió per la moda. La mort va cobrar-se la vida a la casa de Madrid on vivia una vida incòmoda. Hi havia gent que entrava i sortia de la seva casa que pertorbaven la pau i la tranquil·litat que li agradaria haver tingut. Tot i que l'ambient on estava podria haver estat millor, De la Parra va morir en la presència de la seva família, com la seva mare, la seva germana i la seva millor amiga, Lydia Cabrera.
Com a conseqüència de perdre la batalla contra la tuberculosi i l'asma, Teresa de la Parra va morir el 23 d'abril 1936. Parra mai va tenir l'oportunitat d'escriure una autobiografia de la seva vida i els crítics es van quedar sense poder interpretar parts desconegudes de la seva vida a través de la seva literatura.
Originalment, les restes de Teresa de la Parra es podien trobar en el cementiri de l'Almudena, a Madrid. El 1974, van ser repatriades a la seva terra natal, a Caracas, per estar unides amb les restes de la seva família en la cripta de la família Parra Sanojo que es troba en el Cementiri General del Sud. No obstant això, per celebrar l'any centenari del seu naixement, el 1989, les seves restes van ser traslladades al Panteó Nacional de Caracas.

### De la Parra i el feminisme
El 1930 Teresa de la Parra va ser convidada a oferir una sèrie de conferències a Bogotà. Publicats el 1961, aquests textos es refereixen a la influència de les dones en la cultura espanyola i història. En aquestes conferències De la Parra va compartir les seves idees del feminisme i va dir que les dones han de ser fortes i sanes, han de treballar i ser financerament independents, i han de considerar als homes com als seus amics i companys, no com el seu propietari o enemic. S'autoanomenava una feminista moderada, i va argumentar que un canvi radical i abrupte no portaria a l'estabilitat entre els dos sexes.

## Temàtica
La sèrie d'històries curtes que Teresa de la Parra va escriure al voltant de 1915 mostra una facilitat particular en el llenguatge i una expressió elegant que també caracteritzen la seva obra posterior. Aquestes històries, no obstant això, no tenen cap dels temes que ella explora en les seves obres majors. En canvi, tenen una afiliació amb el modernisme, en particular amb els textos de Rubén Darío a Azul... (1888). Més tard, ella es va escapar de l'ombra del moviment literari de l'època a Amèrica Llatina i va desenvolupar la seva pròpia veu.
Els temes que interessaven a Parra van incloure l'ús del llenguatge. Per exemple, en les seves obres explora l'expressió de la dona a través de les paraules, i al davant a la repressió masculina. Per exemple, Parra reconeix que dins del patriarcat la veu de les dones sol ser reprimida en la seva expressió, mentre que la dels homes és dominant. Parra juga amb l'expressió femenina silenciada i dominant a través del personatge de María Eugenia a Ifigenia. Un altre tema inclou el paper de la dona dins de la societat. Sovint es veuen dos tipus de dones: tradicional i conservadora, o rebel.

## Estil
Diversos crítics han dit que el seu treball és únic. No va iniciar un nou moviment literari, ni podria ser definit en qualsevol moviment literari establert. Gómez Gil va escriure que de la Parra "va donar estímul a una rica literatura femenina que va florir en gairebé tots els països d'Hispanoamèrica."
Els historiadors de la literatura tenien diferents opinions sobre el seu estil. Alguns la va posar sota l'etiqueta de "Narradors més subjectius que objectius" i les seves obres com a "Novel·les psicològiques i filosòfiques". Fernando Alegría l'enumera sota "Regionalisme", no obstant això Gómez Gil la posa en el "realisme a l'estil europeu". Ifigenia i Memorias de Mamá Blanca, sens dubte, han de caracteritzar-se pel realisme i el regionalisme perquè mostren els costums, ajustos i les vides veneçolanes i parlen amb absoluta fidelitat i realisme.

## Avaluació crítica
La crítica Rose Anne Mueller compara Teresa de la Parra amb la novel·lista anglesa Jane Austen, donat el fet que a Ifigenia De la Parra escriu sobre la societat de l'elit, i donada el seu fort enfocament en assumptes de classe i les modalitats. A més, suggereix Mueller, "les seves associacions i relacions amb diversos membres de la intel·lectualitat de la seva generació la va convertir en un dels primers públics intel·lectuals femenins. De la Parra va ser molt per davant del seu temps de diverses maneres."
Teresa de la Parra també ha estat comparada amb Fray Luis de León, Joan de la Creu, Shakespeare, Anatole France, Gutiérrez Nájera, Marcel Proust, els francesos postsimbolistes, Cervantes, Eça de Queiroz, i els pintors Van der Weyden i Memling.
La novel·la Ifigenia ha encès l'escrutini públic. Abans de la dècada de 1970, la veu femenina ha plantejat alguns reptes per a la crítica masculina. Sense cap dubte, la primera novel·la de Teresa de la Parra ha sigut valuosa per a les dones, ja que va significar la seva lluita contra els actes injusts causats a elles per la societat. En la dècada de 1920, els seus escrits tenen les dones veritablement empoderades especialment a Amèrica Llatina. Essencialment, Ifigenia qüestiona la dominació dels homes en la societat. Les obres de Teresa de la Parra han enfortit la resistència de les dones en l'escena de ficció llatinoamericana.
Dolores Ramírez argumenta que Ifigenia ofereix una perspectiva sobre les relacions entre dones, la qual cosa podria ser vista com una amenaça al patriarcat. Quan les dones tenen relacions properes, com María Eugenia i Mercedes, això disminueix el paper central de les relacions heterosexuals. A més, Ramírez creu que pot existir el desig sexual entre María Eugenia i Mercedes.
De fet, es pot dir que Ifigenia marca una revolució en el camp de la literatura a Amèrica Llatina, ja que "escrutant la trama romàntica femenina sí, Parra desafia i transforma la tradició de la novel·la a l'Amèrica espanyola, mentre que sobre la base d'una història literària femenina única".

## Obres
- de la Parra, Teresa. Diario de una señorita que se fastidia.  Caracas: Bolívar, 1922.. La Lectura Semanal 12.
- de la Parra, Teresa. La Mamá X.  Caracas: Tipografía Moderna, 1923. OCLC 432835983..
- de la Parra, Teresa. Ifigenia: Diario de una señorita que escribió porque se fastidiaba.  París: Franco-Ibero-Americana, 1924. OCLC 6675329..
- de la Parra, Teresa. Las memorias de Mamá Blanca.  París: Le Livre Libre, 1929. OCLC 581661..
- de la Parra, Teresa. Epistolario íntimo.  Caracas: Línea Aeropostal Venezolano, 1953. OCLC 2432301..
- de la Parra, Teresa. Cartas a Rafael Carías.  Alcalá de Henares: Talleres Penitenciarios, 1957. OCLC 6523794..
- de la Parra, Teresa. Tres conferencias inéditas.  Caracas: Garrido, 1961. OCLC 3065791..
- de la Parra, Teresa. Obras completas.  Caracas: Arte, 1965. OCLC 1953193..
- de la Parra, Teresa. Obra (Narrativa, ensayos, cartas).  Caracas: Ayacucho, 1982. ISBN 9788466000932..